# Tyrotama arida
Tyrotama arida är en spindelart som först beskrevs av Courtenay N. Smithers 1945.  Tyrotama arida ingår i släktet Tyrotama och familjen Hersiliidae. Inga underarter finns listade i Catalogue of Life.